# Jay Miron
Jay Lawrence McNeil Miron (Thunder Bay, Ontario, 3 de octubre de 1970) es un deportista canadiense de BMX retirado y antiguo propietario de MacNeil Bikes. Miron ha competido en varias competiciones de X-Games desde 1995, compilando 9 medallas, incluida la primera medalla de oro de X-Games para Bike Dirt. Además, a Miron se le atribuye la invención de más de 30 trucos, incluido el doble back flip y el 540 Tailwhip. Durante sus 17 años de carrera profesional, Miron ganó 6 títulos de campeonato mundial. Miron se retiró de la conducción profesional de BMX en 2005. Vendió MacNeil Bikes en 2010 y dejó la industria de la bicicleta.
En febrero de 2017 abrió una cuenta de Instagram anunciando que estaba de regreso en el mundo. Ahora diseña y construye muebles a medida desde su estudio de carpintería en Vancouver, Canadá.